# Dressed to Kill (Kiss)
Dressed to Kill è il terzo album della discografia del gruppo musicale statunitense dei Kiss, pubblicato nel marzo del 1975. Si tratta dell'unico album dei Kiss prodotto dal presidente dell'etichetta discografica Casablanca Records Neil Bogart.

## Il disco
L'album, caratterizzato da sonorità meno distorte rispetto a quelle dei due album precedenti, contiene ancora alcuni brani composti da Gene Simmons e Paul Stanley quando ancora facevano parte del gruppo dei Wicked Lester (tra cui il brano She composto con il chitarrista del gruppo Stephen Coronel), ma soprattutto Rock and Roll All Nite, brano destinato a divenire, seppure qualche mese dopo l'uscita del singolo, la prima hit del gruppo.
Anche il brano C'mon and Love Me riscuoterà molto successo, soprattutto dal vivo.

## Tracce
1. Room Service (Stanley) - 2:59
  - Voce solista: Paul Stanley
2. Two Timer (Simmons) - 2:47
  - Voce solista: Gene Simmons
3. Ladies in Waiting (Simmons) - 2:35
  - Voce solista: Gene Simmons
4. Getaway (Frehley) - 2:43
  - Voce solista: Peter Criss
5. Rock Bottom (Frehley, Stanley) - 3:54
  - Voce solista: Paul Stanley
6. C'mon and Love Me (Stanley) - 2:57
  - Voce solista: Paul Stanley
7. Anything for My Baby (Stanley) - 2:35
  - Voce solista: Paul Stanley
8. She (Coronel, Simmons) - 4:08
  - Voce solista: Gene Simmons
9. Love Her All I Can (Stanley) - 2:40
  - Voce solista: Paul Stanley
10. Rock and Roll All Nite (Simmons, Stanley) - 2:49
  - Voce solista: Gene Simmons

## Formazione
- Gene Simmons - basso; chitarra ritmica nella terza traccia; voce
- Paul Stanley - chitarra ritmica; chitarra solista nella sesta traccia; voce
- Ace Frehley - chitarra solista
- Peter Criss - batteria; voce